# Madona Grega (Bellini)
A Madona Grega é uma pintura de têmpera sobre painel de 1460-1470[1] do artista renascentista italiano Giovanni Bellini. É nomeado após os monogramas gregos no canto superior esquerdo e superior direito e após a grande influência dos ícones bizantinos na pintura. O Menino Jesus segura uma maçã dourada, talvez referindo-se ao Juízo de Páris e a a Virgem Maria como a "nova Vênus". .
A teoria de Pellizzari de que a obra originalmente tinha um fundo dourado como um ícone foi refutada por uma restauração de 1986-87, que mostrou que o fundo original tinha sido um céu azul, visto de ambos os lados de uma cortina central. A cortina permanece, mas o céu foi escondido no século XVI por duas listras douradas. O exame infravermelho durante a restauração também revelou a preparação do painel com cola e gesso e o subdesenho do chiaroscuro, ambos típicos de Bellini e ambos também mencionados por Paolo Pino em 1548.